# Tetraodon turgidus
Tetraodon turgidus är en fiskart som först beskrevs av Maurice Kottelat 2000.  Tetraodon turgidus ingår i släktet Tetraodon och familjen blåsfiskar. IUCN kategoriserar arten globalt som livskraftig. Inga underarter finns listade i Catalogue of Life.